# Rue Gustave-Simon
La rue Gustave-Simon est une voie de la commune de Nancy, sise au sein du département de Meurthe-et-Moselle, en région Lorraine.

## Situation et accès

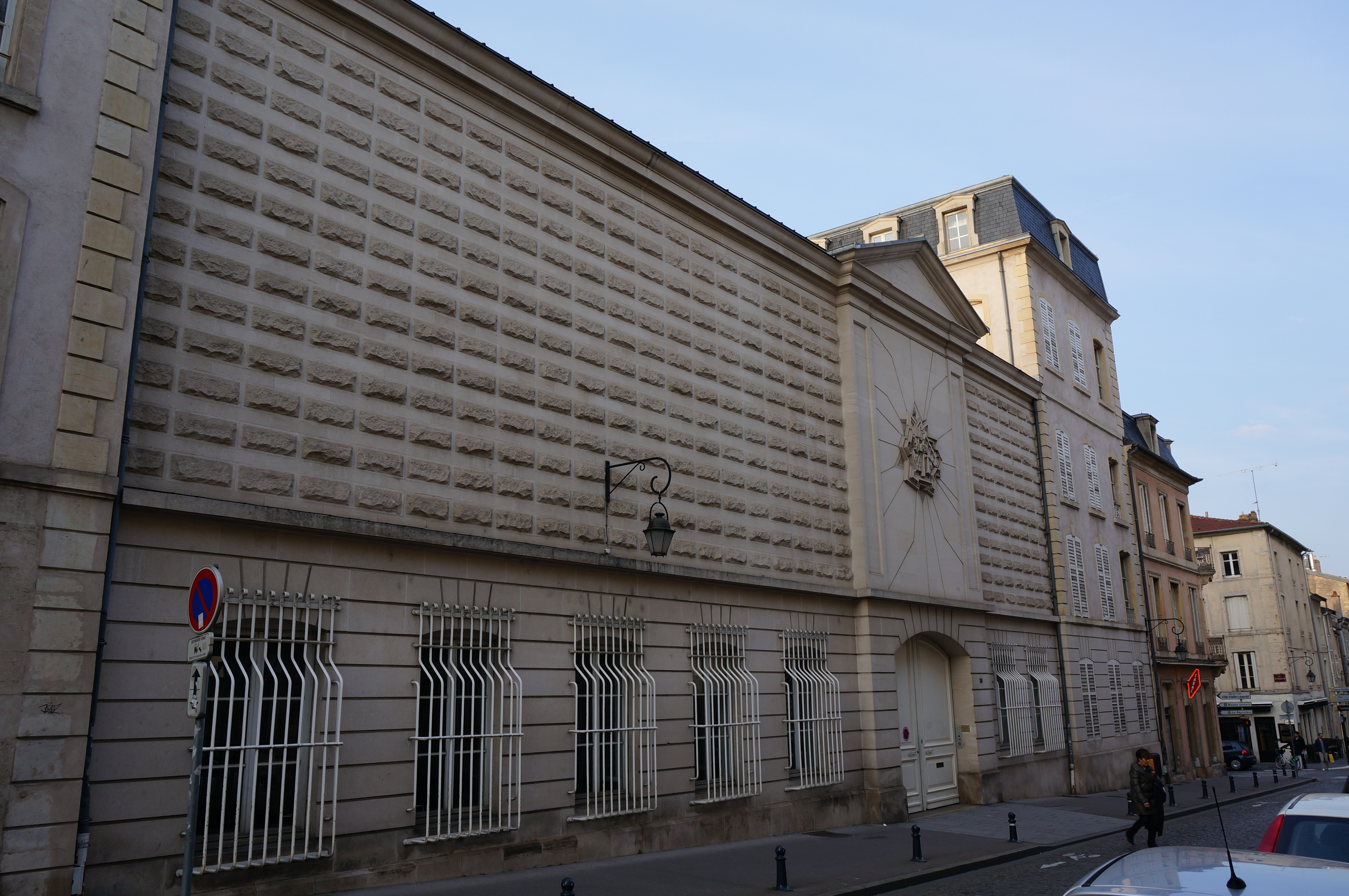
Vue sur le haut de la rue et le bâtiment des archives départementales.

Voie à sens unique ouest-est, au sein de la Vieille ville de Nancy, affichant une légère déclivité, la rue Gustave-Simon débute à l'ouest place Carnot et aboutit place Vaudémont, à proximité de l'arc Héré. Elle coupe à mi-chemin et perpendiculairement la rue d'Amerval. La rue Gustave-Simon appartient administrativement au quartier Ville Vieille - Léopold

## Origine du nom
Elle porte depuis 1934 le nom de Gustave Simon (1868-1926) qui fut le maire de Nancy durant la Première Guerre mondiale, en remplacement de Joseph Laurent, alors mobilisé. Il repose au cimetière de Préville.

## Historique
Percée en 1778 pour relier la place Carnot nouvellement créée à la Pépinière, la rue Gustave-Simon resta jusqu’en 1847 une impasse.
Originellement baptisée rue sur le rempart, la voie prit ensuite le nom de rue qui va au-dessus de la porte Royale, puis rue de la Pépinière. À la Révolution, la rue fut nommée rue Bénezet avant de prendre sa dénomination actuelle en 1934.

## Bâtiments remarquables et lieux de mémoire
- no 1 : Bastion d'Haussonville, anciennes fortifications objet d’un classement au titre des monuments historiques depuis 1995[3].